# 클라우스 토이버

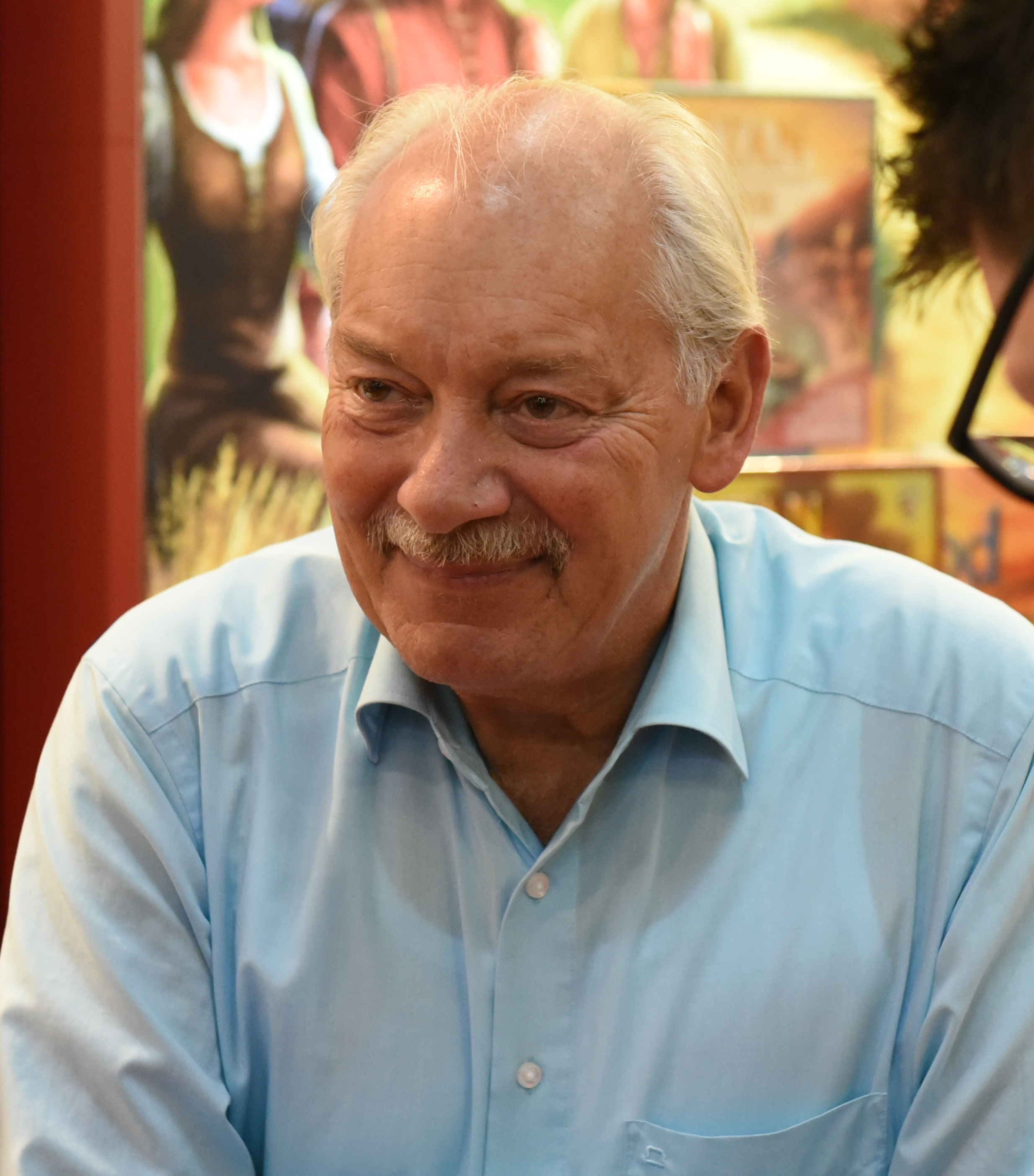
클라우스 토이버 (2017년 촬영)

클라우스 토이버(독일어: Klaus Teuber, 1952년 6월 25일~2023년 4월 1일)는 독일의 보드 게임 디자이너이다. 치과기공사 출신으로 1999년에 보드 게임 디자이너로 전향했다. 카탄의 개척자의 개발자로 잘 알려져 있으며 독일의 보드 게임, 카드 게임을 위한 상인 슈필데스야레스를 4차례(1988년, 1990년, 1991년, 1995년) 수상했다.

## 주요 작품
- 바르바로사(1988년 출시)
- 호이티 토이티(1990년 출시)
- 드룬터 운트 드뤼버(1991년 출시)
- 카탄의 개척자(1995년 출시)